# Клицкий, Станислав
Станислав Клицкий (пол. Stanisław Klicki; 16 ноября 1775, Дронжево — 23 апреля 1847, Рим) — польский кавалерист, генерал Королевства Польского, барон Французской империи.

## Биография

### Начало военной карьеры
Родился 16 ноября 1775 года в Дражеве (Drazewie). Станислав Клицкий начал свою военную службу в 1791 году в Национальной кавалерии. Участвовал в войне в защиту Конституции 3 мая. Во время восстания Костюшко в 1794 году он стал наместником Национальной кавалерии. Участвовал в битвах при Остроленке и Ласе. В 1794 году он был произведён в ротмистры и участвовал в боях под командованием генерала Зелинского. После падения восстания он направился в Италию.

### Наполеоновские войны
В 1797 году он присоединился к польским легионам Яна Генрика Домбровского. Дослужился до капитана, принимал участие в сражениях при Леньяно, Кастель-Нуово, Кастель-Франко и Неаполе. В 1799 году во время обороны Мантуи попал в плен к австрийцам. Вскоре после освобождения он был произведен в адъютанты-майоры 5-го батальона. В 1800 году поступил в 1-й кавалерийский полк. С 1804 года шеф эскадрона.
Во время войны Наполеона I против Пруссии участвовал в Силезской кампании. Участвовал во взятии Свидницы, Глогува и Нысы (1807). 1 июля 1807 года произведен в подполковники. С 1808 года воевал в Испании в качестве командира улан Вислинского легиона. Принимал участие в битвах при Маллене, Алагоне, Эпиле, Туделе. Летом 1808 года участвовал в осаде Сарагосы. При взятии Валенсии проявил храбрость, за что маршал Луи Габриэль Суше отличился тем, что заказал аудиенцию у Наполеона I в Париже и возложил к его ногам испанские знамена. В знак признания его заслуг император наградил его субсидией в 2000 франков в год и произвел в полковники. В 1812 году Станислав Клицкий стал бароном Французской империи. Во время экспедиции на Москву принимал участие в боях под Смоленском, Витебском, Можайском и Малоярославцем. Однако организаторский талант и сообразительность он проявил лишь при отступлении Великой армии от Москвы. В то время он спас жизни около 4000 своих подчиненных, избежав преследования русской армии и эвакуировал из Москвы вице-короля Италии Евгения Богарне. В 1813 году безуспешно пытался организовать оборону Вильнюса. Позже он участвовал в наполеоновской кампании в Саксонии. Участвовал в сражениях при Кеппене, Моцерне, Дрездене, Магдебурге и Мёхерне. 22 июля 1813 года произведен в бригадные генералы. В качестве командира гусар 5-го кавалерийского корпуса генерала Мийо принимал участие в Лейпцигском сражении. С 1814 года жил во Франции. В битве при Арси-сюр-Об он проявил храбрость и хотел сражаться дальше.

### Командующий армией Королевства Польского
Разочарованный отречением Наполеона I, он ушел в отставку и вернулся с польской армией на родину. Он присоединился к армии Царства Польского и стал заместителем командира, а затем командиром 2-й бригады конно-егерской дивизии. 3 октября 1817 года он был произведён в командиры дивизии, однако генералом стал только в 1826 году. Он организовал свой штаб в Ловиче, где способствовал расширению административной и общественной инфраструктуры. В то время по его приказу в городе был возведен неоготический усадебный дом, названный Клицким дворцом или «баронством».
Вспышку Ноябрьского восстания он встретил холодно, предчувствуя его неминуемое поражение. Однако он подчинился диктатуре генерала Хлопицкого и Временному правительству . Вместе со своей дивизией он подошел к Варшаве. Как пишет Стефан Артимовский, «Генерал включился в свои обязанности, но, как показывает фрагмент процитированных воспоминаний, без веры в их успех. С одной стороны, он взял на себя службу по спасению Родины от „убийства“, с другой С другой стороны, он подчеркивал, что его здоровье ухудшается. Невозможно оценить, насколько плохим было здоровье Клицкого». После отставки генерала Хлопицкого недолгое время занимал должность заместителя главнокомандующего. 18 декабря 1830 года он стал членом Военного совета. Он отказался от предложенной диктатуры. В 1831 году его здоровье ухудшилось. Он решил уехать за границу с согласия национального правительства. Однако он был остановлен австрийцами на границе и интернирован в Кракове. Выдан российским властям, сослан в Кострому. Он вернулся больным после нескольких лет депортации. С 1836 года лечился на различных курортах и санаториях Европы. Умер в Риме в 1847 году. Похоронен на кладбище Кампо Верано.

### Награды
Награжден Рыцарским крестом ордена Virtuti Militari (1810 г.), рыцарским и офицерским крестом Почетного легиона (1809 и 1811 гг.) и Рыцарским крестом ордена Железной короны (1806 г.). В Царстве Польском он стал кавалером Ордена Святого Станислава 1-й степени в 1819 году.